# Снегуровка (Запорожская область)
Снегуровка (укр. Снігурівка) — село,
Остриковский сельский совет,
Токмакский район,
Запорожская область,
Украина.
Код КОАТУУ — 2325283604. Население по переписи 2001 года составляло 324 человека.

## Географическое положение
Село Снегуровка находится на левом берегу реки Токмачка,
выше по течению на расстоянии в 1,5 км расположено село Остриковка,
ниже по течению на расстоянии в 1,5 км расположено село Фабричное,
на противоположном берегу — село Ивановка.
Через село проходит автомобильная дорога Т-0813.
Рядом проходит железная дорога, станция Платформа 75 км в 5-и км.

## История
- 1864 год — дата основания как село Шензе (Schönsee).
- В 1945 году переименовано в село Снегуровка[2].